# Fjällummer
Fjällummer (Lycopodium alpinum) är en växt i divisionen lummerväxter. Den liknar plattlummern men är mindre och har mer kompakta skott. Skotten är blekgröna, 4-8 cm långa och kryper längs marken. Fjällummern växer ofta på fjällhedar i norra Sverige samt övriga Norden.
Hybrider mellan fjällummer och platt-, finn- och cypresslummer förekommer sällsynt.

## Bilder

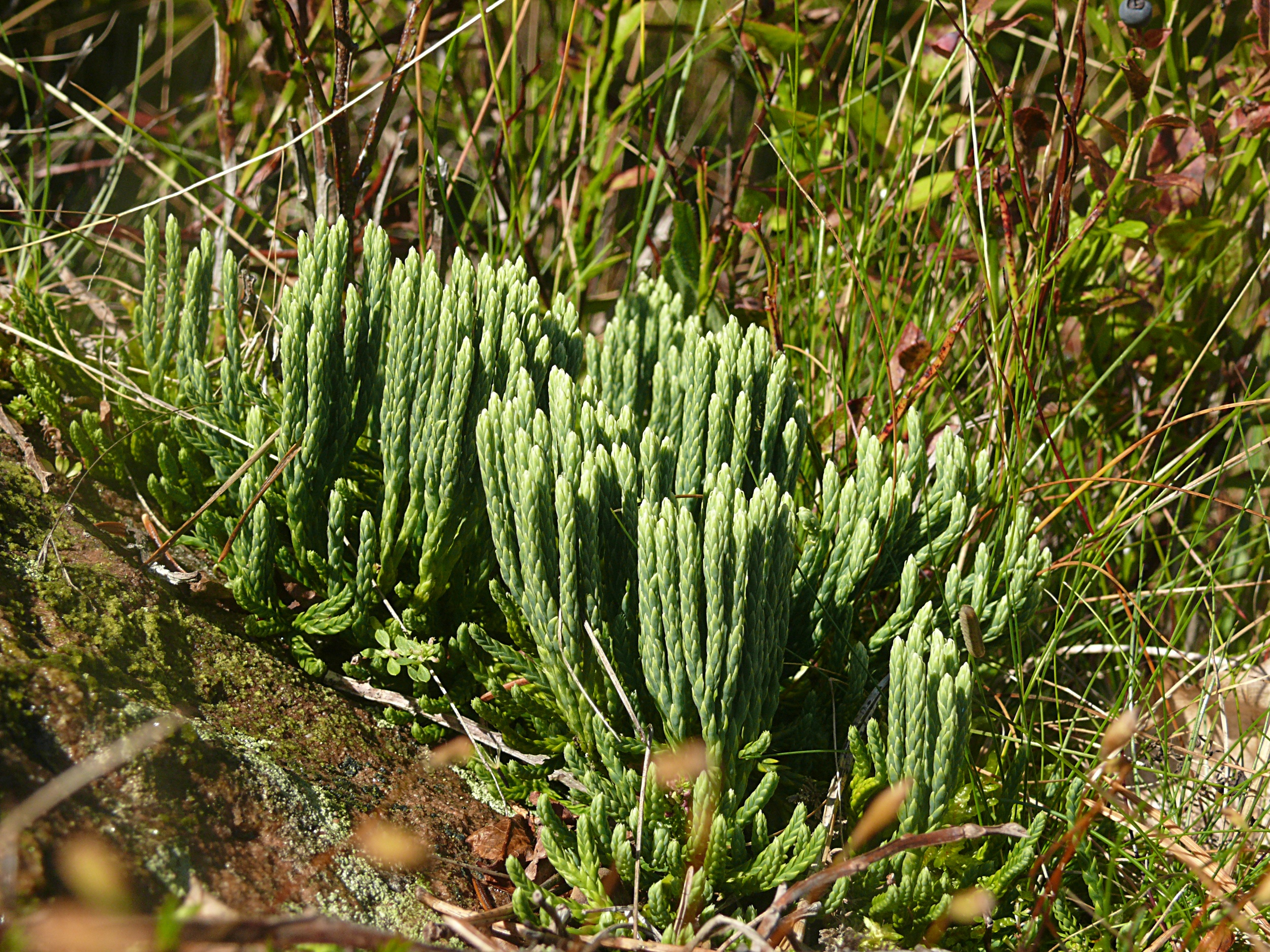
Diphasiastrum alpinum, Nordschwarzwald, Tyskland.